# マンハイム中央駅

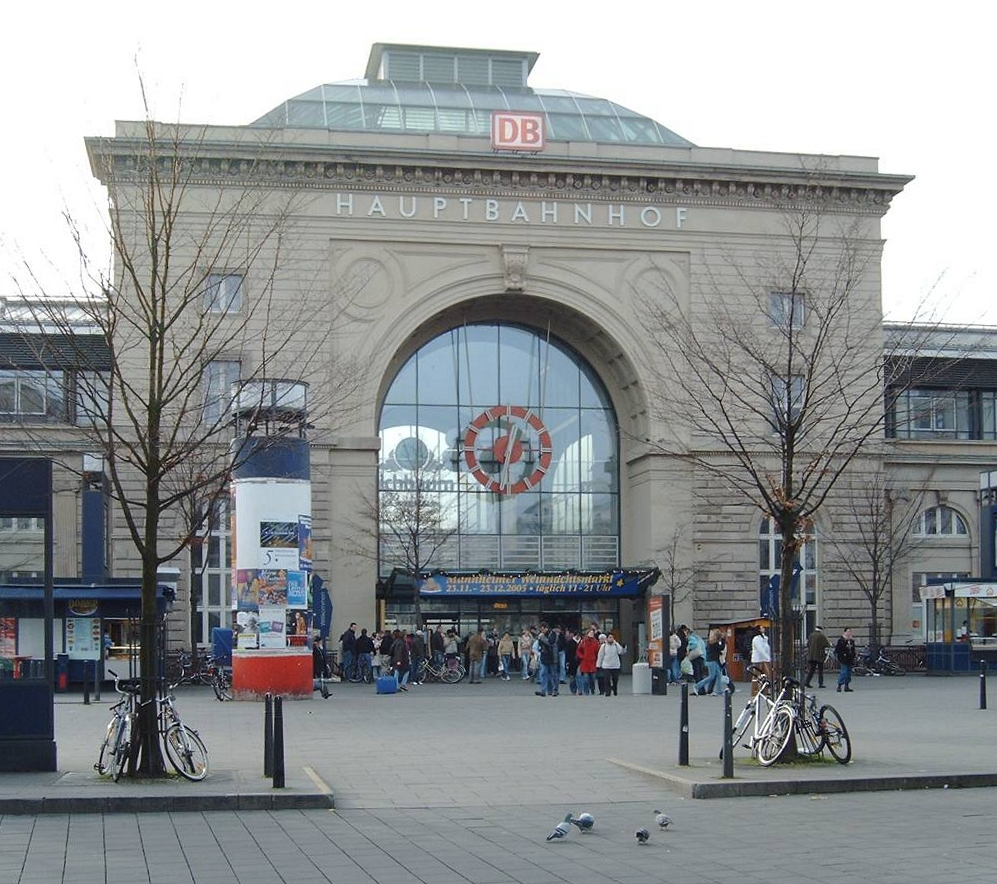
マンハイム中央駅

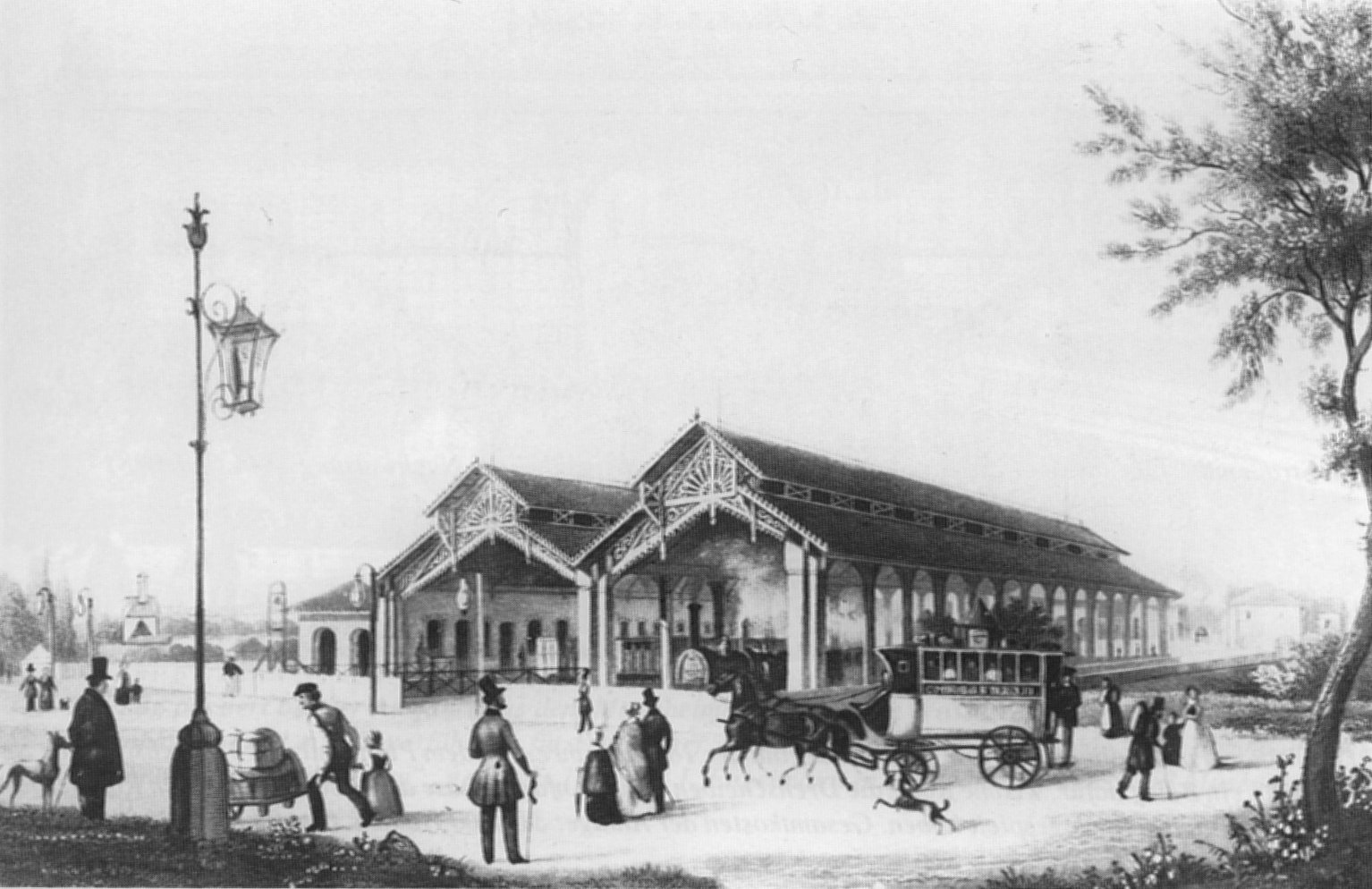
1840年開業時の駅舎

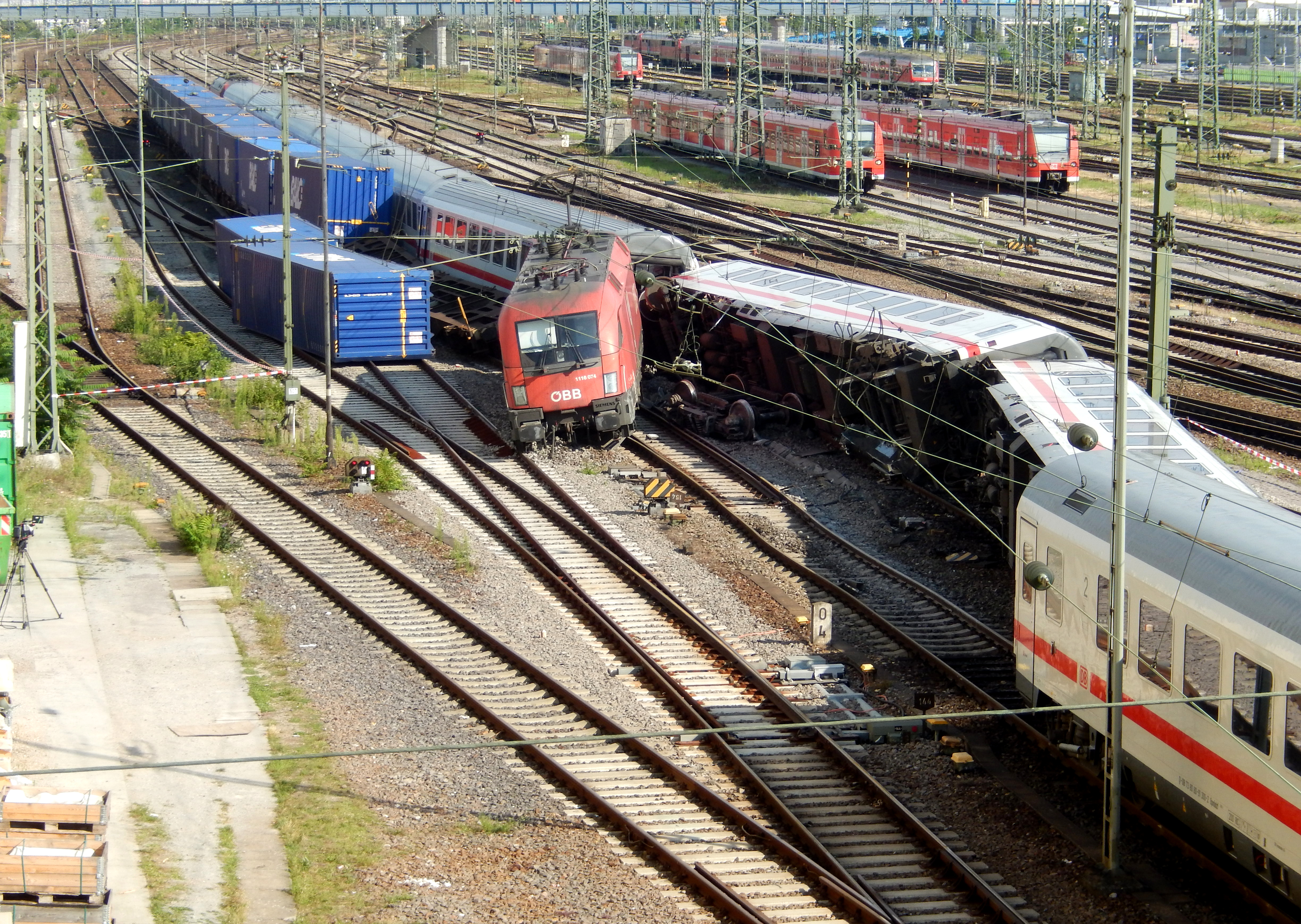
2014年8月2日の事故現場

マンハイム中央駅 (マンハイムちゅうおうえき、Mannheim Hauptbahnhof) はドイツの都市マンハイムにある主要鉄道駅である。ドイツ鉄道に21駅あるカテゴリー1の駅のうちの一つでもある。ドイツ南西部ではシュトゥットガルト中央駅に次いで繁忙な駅で1日あたり185本の長距離列車を含む626本の列車が発着し、76,000人の旅客数を有している。2001年に駅の改修工事が完成している。

## 沿革
元の駅はハイデルベルクからのバーディッシェ本線 (Badische Hauptbahn) のターミナル駅として1840年にタッターザール（Tattersall、現在も市電の停留所となっている）に開業している。ライン川を越え対岸のルートヴィヒスハーフェン・アム・ラインを結ぶ橋が計画されると駅は移転を要した。現在でも一部が残存する駅舎は1871年から1876年にかけて建築されている。1900年代に入ると駅の拡張か再配置が検討されるようになる。1915年に既存駅の拡張が決定した。1927年には駅の正面は取り払われて10m通りに近い部分に再築され、駅の面積は倍になっている。
第二次世界大戦によって甚大な被害を受け再建されるが、装飾部分がないよりシンプルな形だが以前の駅舎を思い出させる物になっている。1999年から2001年にかけて駅舎は全体的な改修が行われ、プラットホームの両側の建物は拡張され、ガラスドームの入口ホールは左右対称の形に復元された。伝統的な形と現代風の形が融合している。

## 路線
- マンハイム-シュトゥットガルト高速線
- マンハイム-フランクフルト・アム・マイン線
- マンハイム - ラシュタット線
- マインツ - マンハイム線
- マンハイム - バーゼル線
- マンハイム - ザールブリュッケン線

## 事故
- 2014年8月1日夕方、マンハイム中央駅へ進入中の旅客列車ユーロシティ216に、貨物列車40635が側面から割り込む列車衝突事故が発生。旅客列車の一部が転覆し、35人が負傷した。検察と連邦警察の調査が行われ、貨物列車運転手の信号無視による冒進が原因と判断されている[1]。